# Prinzip der mikroskopischen Reversibilität
Das Prinzip der mikroskopischen Reversibilität besagt, dass in einem System, das sich im Gleichgewicht befindet, jeder Elementarprozess mit der gleichen Geschwindigkeit abläuft wie der jeweils umgekehrte Prozess. Das Prinzip kann nach Richard C. Tolman mit den quantenmechanischen Ausdrücken für die Übergangswahrscheinlichkeit hergeleitet werden. Es ist wichtig für die Betrachtung von chemischen Gleichgewichten und zur Formulierung von kinetischen Gleichungen für Systeme, bei denen Reaktionsteilnehmer in einem Gleichgewicht stehen.